# ウィリアム・フリンギム
ウィリアム・フリンギム（William Fullingim、1855年7月7日 - 1965年8月6日）は、長寿世界一だったアメリカの男性。
1855年7月、テキサス州生まれ。亡くなる5ヶ月前に長寿世界一となり、確かな記録の残る1955年（ギネスブック初版発刊の年）以降で、初めて男性で長寿世界一となった（ただし、フリンギムが長寿世界一だったという事が確認されたのは死後47年後の2012年のことであった。）。1965年8月、オクラホマ州にて110歳と1ヶ月で死去し、丁度半年遅く生まれたイギリスの女性ハンナ・スミスが長寿世界一となった。